# Cavallara
Cavallara (in passato anche Cavalara o Cavalera) è una località del comune cremonese di Castelverde posta a nord del centro abitato.

## Storia
La località era un piccolo borgo agricolo di antica origine del Contado di Cremona con 150 abitanti a metà Settecento.
Nel 10 giugno 1757 il comune di Mancapane fu accorpato a quello di Cavallara, che assunse la denominazione di Cavalera con Mancapane.
In età napoleonica, dal 1809 al 1816, Cavallara fu frazione di San Martino in Beliseto, recuperando l'autonomia con la costituzione del Regno Lombardo-Veneto.
Nel 1853 Cavalera con Mancapane aveva una popolazione di 257 abitanti, mentre all'unità d'Italia, nel 1861, il contava 310 abitanti.
Nel 1868 il comune di Cavallara venne aggregato al comune di San Martino in Beliseto, che in età fascista confluì a sua volta in Castelverde.